# Jutta Dresken-Weiland
Jutta Dresken-Weiland (* 24. Mai 1963 in Lünen) ist eine deutsche Christliche Archäologin.

## Leben
Jutta Dresken machte 1982 ihr Abitur in Lünen und begann anschließend mit dem Studium der Klassischen Archäologie, Alten Geschichte und Altorientalischen Altertumskunde an der Universität Münster. 1984 wechselte sie an die Rheinische Friedrich-Wilhelms-Universität Bonn, wo sie nun Christliche Archäologie statt Altorientalischer Altertumskunde belegte. Die Promotion in Klassischer Archäologie erfolgte dort 1990 mit der Arbeit Reliefierte Tischplatten aus theodosianischer Zeit. Danach war sie sechs Jahre an der Abteilung Rom des Deutschen Archäologischen Instituts beschäftigt, zunächst als Redakteurin mit der Bibliografie der Byzantinischen Zeitschrift, später als Referentin für Christliche Archäologie, wo sie sich hauptsächlich mit dem Repertorium der christlich-antiken Sarkophage befasste. In ihre römische Zeit fiel auch das Reisestipendium des DAI, das sie 1991/1992 erhielt.
1996 zog Dresken-Weiland nach Regensburg, wo sie auch Lehraufträge an der Katholisch-Theologischen Fakultät der Universität Regensburg wahrnahm, von 1997 bis 2002 als Inhaberin eines Postdoktorantinnenstipendiums. Die Habilitation erfolgte 2002 mit der Schrift Sarkophagbestattungen des 4.–6. Jhs. im Westen des Römischen Reiches. Seit 2003 lehrt sie als Privatdozentin an der Georg-August-Universität Göttingen und ist dort seit Dezember 2009 außerplanmäßige Professorin. An der Universität Regensburg arbeitete sie von 2004 bis 2006 mit Andreas Merkt am Projekt Vorstellungen vom Tod in den frühchristlichen Grabinschriften der Deutschen Forschungsgemeinschaft (DFG), von 2007 bis 2010 am DFG-Projekt Bilder und Inschriften als Quellen für Jenseitsvorstellungen der frühen Christen. Beide Projekte sind abgeschlossen und publiziert. 2011 bis 2013 war sie als wissenschaftliche Mitarbeiterin an der Universität Regensburg beschäftigt.
Seit 2002 ist Jutta Dresken-Weiland Mitglied im Redaktionsbeirat der Zeitschrift Antiquité tardive und Vertreterin der deutschen Fachkollegen in der Association pour l’Antiquité tardive. Sie gehört seit 2004 zu den Mitherausgebern der Römischen Quartalschrift für Christliche Altertumskunde und Kirchengeschichte.
Jutta Dresken-Weiland engagiert sich für zahlreiche Sozialprojekte im Heiligen Land und ist Mitglied im Deutschen Verein vom Heiligen Lande. 1999 wurde sie vom Kardinal-Großmeister Carlo Furno zur Dame des Ritterordens vom Heiligen Grab zu Jerusalem ernannt und am 23. Oktober 1999 im Freiburger Münster durch Bischof Anton Schlembach, Großprior der deutschen Statthalterei, in den Orden investiert. Seit 2016 ist sie Leitende Komturdame der Komturei Regensburg.
Dresken-Weiland ist seit 1990 mit dem Verleger Albrecht Weiland (Verlag Schnell und Steiner) verheiratet und hat zwei Kinder. Seit 2015 ist sie im Verlag für den Bereich Archäologie verantwortlich.

## Schriften (Auswahl)
- Reliefierte Tischplatten aus theodosianischer Zeit. Città del Vaticano 1991 (Studi di antichità cristiana 41).
- Repertorium der christlich-antiken Sarkophage. Bd. 2: Italien. Mit einem Nachtrag: Rom und Ostia, Dalmatien, Museen der Welt. von Zabern, Mainz 1998, ISBN 3-8053-1989-4.
- Sarkophagbestattungen des 4.–6. Jahrhunderts im Westen des Römischen Reiches. Herder, Rom u. a. 2003, ISBN 3-451-26255-X (Römische Quartalschrift für christliche Altertumskunde und Kirchengeschichte. Supplementband 55).
- Bild, Grab und Wort. Untersuchungen zu Jenseitsvorstellungen von Christen des 3. und 4. Jhs. Schnell & Steiner, Regensburg 2010 (italienisch: Immagine e parola. Alle origini dell'iconografia cristiana. Libreria Editrice Vaticana, Vatikanstadt 2012).
- zusammen mit A. Merkt und A. Angerstorfer: Himmel, Paradies, Schalom. Tod und Jenseits in antiken christlichen und jüdischen Grabinschriften. Schnell und Steiner, Regensburg 2012.
- Die frühchristlichen Mosaiken von Ravenna – Bild und Bedeutung. Schnell & Steiner, Regensburg 2016, ISBN 978-3-7954-3024-5.